# Pap (Szabolcs-Szatmár-Bereg)
Pour les articles homonymes, voir PAP.
Pap est un village et une commune du comitat de Szabolcs-Szatmár-Bereg en Hongrie.